# Giulio Pastore
Giulio Pastore, né le 17 août 1902 à Gênes, mort le 14 octobre 1969 à Rome est un résistant, syndicaliste et homme politique italien.
Militant catholique, il est le premier secrétaire général des Associations chrétiennes des travailleurs italiens puis le fondateur de la Confédération italienne des syndicats de travailleurs. Il est également député pour la Démocratie chrétienne et ministre entre 1958 et 1968 chargé du Mezzogiorno.

## Biographie
Ouvrier dans le textile, il organise, comme ouvrier du textile, les syndicats d'inspiration chrétienne jusqu'en 1924 et dirige le journal Il Cittadino jusqu'en 1927.
Militant dans les mouvements de jeunesse de l'Action catholique, il participe à la Résistance italienne et est arrêté par le régime fasciste.
À la libération, il participe à la signature du pacte d'unité qui donne naissance à la Confédération générale italienne du travail unitaire en juin 1944. Il en devient l'un des dirigeants, représentant la tendance chrétienne qui n'obtient au congrès de Florence en 1947, que 13,4 % des voix.
Après avoir contesté les grèves d'août et décembre 1947 et obtenu la présence du syndicat à la conférence de Londres de mars 1948 sur le plan Marshall, les chrétiens s'allient aux autres courants centristes minoritaires de la CGIL sous l'impulsion de Pastore le 11 juin 1948.
Lorsque de nouvelles grèves sont lancées en réaction à l'attentat contre Palmiro Togliatti, Pastore, sous l'influence des États-Unis, dénonce la mainmise communiste sur le syndicat qu'il quitte le 22 juillet 1948 pour fonder la LCGIL (CGIL Libre). L'exclusion du courant chrétien de la CGIL est actée en août 1948, tandis que la minorité social-démocrate et républicaine y reste provisoirement.
Membre de la Consulta Nazionale et de l'Assemblée constituante sous les couleurs de la démocratie chrétienne, il fonde durant l'été 1944 avec Achille Grandi les Associations chrétiennes des travailleurs italiens, dont il est le premier secrétaire. Il est élu député lors des premières élections générales, en 1948, et y siège jusqu'à sa mort.
En 1951, il devient le premier secrétaire de la Confédération italienne des syndicats libres issue de la LCGIL. En 1959, il entre au conseil exécutif de la Confédération internationale.
Entretemps, Giulio Pastore crée au sein de la DC le courant Forze sociali qui présente sa liste au congrès de Trente de 1956 en prônant une alliance avec le PSI. Grâce à l'influence de la CISL, il veut pousser son parti vers la gauche et contribue à l'adoption en décembre 1956 d'un amendement écartant la Confindustria des entreprises publiques.
Deux ans plus tard, il est le premier grand syndicaliste à participer à un gouvernement quand il entre dans le deuxième cabinet Fanfani, en juillet 1958 comme ministre chargé de la Caisse pour le Midi. Il conserve son poste dans les gouvernements successifs jusqu'à la chute du gouvernement Moro III en juin 1968, avec une brève interruption due à sa démission entre avril et juillet 1960.
Il meurt à Rome après une intervention chirurgicale cardiaque à la clinique de la faculté de médecine.